# 魚藤坪
魚藤坪，是臺灣苗栗縣三義鄉的一個傳統地域名稱，位於該鄉東南部。相較於今日行政區，其範圍大致包括龍騰村、西湖村東南部凸出部分、鯉魚潭村東北部邊界狹長地帶。

## 歷史
台灣清治末期至日治初期，魚藤坪地區為一街庄，稱為「魚藤坪庄」，隸屬於苗栗一堡。該庄北與三叉河庄、雙連潭庄為鄰，東南與南湖庄為鄰，西南邊為鯉魚潭庄，西北邊為拐仔湖庄。
1901年（日治明治三十四年）11月，該庄隸屬於苗栗廳。1909年（明治四十二年）10月，改隸屬於新竹廳。1920年（大正九年），該庄改制為「魚藤坪」大字，隸屬於新竹州苗栗郡三叉庄。
戰後三叉庄改制為三叉鄉，隸屬於新竹縣，大字亦改制為村。1950年桃、竹、苗分治，三叉鄉改隸屬於重新成立的苗栗縣。1953年11月，改名為三義鄉。

## 聚落
本地區發展較早的聚落有大草排、小草排、新庄、魚藤坪、車串藔、七櫃坑、水磜下（水寨下）等，在日治期初期的官方地圖上已有記載。此外，本地區尚有外庄、六櫃、六櫃坪等聚落。

## 交通
苗49線是三義至鯉魚潭的道路，大致以北向南轉北北東—南南西走向再轉縱向再轉北北東—南南西走向蜿蜒經過魚藤坪地區。由該道路向北轉北北西經台鐵舊線勝興車站後轉西北再轉北北東可前往三義市區東側並止於國道1號旁的縣道130號路口，向南南西可前往鯉魚潭地區的上山腳並止於鄉道苗52-1線路口。
鄉道苗51-1線是八櫃至龍騰村的道路，其東側端點位於本地區中部鄉道苗49線路口。由此向西北轉北北東轉西南西出境後，可前往八櫃並止於鄉道苗51線路口。
苗56線是深水至姜麻園的道路，其西側端點位於本地區北部邊界點的鄉道苗49線路口。由此向東南經大草排蜿蜒而行，出境後轉東北可前往三角草、白石下並止於姜麻園與八份之間的縣道130號路口。

## 學校
- 育英國小龍藤分校